# Debbie Harry
Deborah Ann "Debbie" Harry (nascuda l'1 de juliol de 1945) és una cantautora i actriu estatunidenca, coneguda sobretot com a cantant principal del grup de new wave i punk rock Blondie. Ha aconseguit uns quants números u amb Blondie, i de vegades se la considera com la primera rapera a arribar al número u de les llistes dels Estats Units, per la cançó "Rapture". També ha tingut èxit cantant en solitari, i ha actuat en més de trenta pel·lícules i ha fet nombroses aparicions en televisió.

## Vida personal i inicis de la seva carrera
Harry va néixer a Miami, Florida, i la van adoptar Catherine (Peters) i Richard Smith Harry, propietaris d'una botiga de regals a Hawthorne (Nova Jersey). Va estudiar al seu poble, i va obtenir un grau d'associat a Hackettstown el 1965. A finals dels anys 60 va anar a viure a Nova York i va treballar durant un any de secretària a l'oficina de la BBC Radio. Després va fer de cambrera, de ballarina en una discoteca de Union City (Nova Jersey), i de conilleta de Playboy.
Va començar la seva carrera musical com a cantant d'acompanyament per al grup de folk rock, The Wind in the Willows, que només va publicar un disc el 1968. En van gravar un altre, però no es va publicar i les cintes s'han perdut.
El 1974, Harry va formar The Stilettoes amb Elda Gentile i Amanda Jones. Chris Stein, que acabaria sent el seu company i guitarrista de Blondie, va ajuntar-s'hi poc després.
Després de deixar The Stilettoes, Harry i Stein van formar Angel and the Snake amb Tish i Snooky Bellomo. Poc després, Harry i Stein van fundar Blondie; el nom ("rosseta") era pel mot que sovint utilitzaven els homes per cridar-la quan es va tenyir de rossa. Aviat, Blondie van començar a tocar regularment en locals "in" de Nova York, com Max's Kansas City i CBGB. Després de treure un àlbum de debut el 1976, van aconseguir l'èxit comercial entre finals dels anys 70 i principis dels anys 80, primer a Austràlia i Europa, i després als Estats Units.
En algunes entrevistes, Harry ha declarat que l'assassí en sèrie Ted Bundy l'havia feta entrar en un cotxe mentre vivia a Nova York a principis dels anys 70, però que per sort va escapar-se'n. Encara que Harry diu que va identificar que el conductor era Bundy de les notícies de la televisió, el web snopes.com diu que probablement no ho era perquè Bundy no era per Nova York en aquella època.
Als principis de Blondie, Harry i Stein van ser companys sentimentals, a més de musicals, encara que no es van casar mai. Harry no ha tingut fills. A mitjans dels anys 80, va deixar el grup durant alguns anys per cuidar Stein quan tenia pèmfig, una malaltia autoimmunitària que afecta la pell i les mucoses. Stein i Harry van separar-se durant els anys 80, però van continuar treballant junts.
El 1999, Harry va quedar dotzena a la llista de VH1 de les "dones més grans del rock and roll" i el 2002, se la va considerar la divuitena artista més sexy de tots els temps.
En una entrevista de 2014, Harry va confirmar els rumors que havia tingut relacions amb dones.

## Blondie

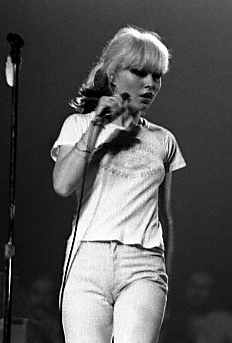
Debbie Harry actuant a Toronto l'octubre de 1977

Amb la seva fotogènia i el seu cabell tenyit, Harry va convertir-se ràpidament en una icona punk. Encara es va popularitzar més per la revolució que van suposar els vídeos musicals en aquella època, que Blondie van aprofitar molt d'hora. Era clienta habitual de "l'Studio 54" de Nova York. El juny de 1979, Blondie van sortir a la portada de Rolling Stone. El personatge de Harry, que combinava una sexualitat freda amb un estil de carrer, es va associar tan íntimament amb el nom del grup que molta gent creia que "Blondie" era el nom de la cantant. L'any 1979 van fer una campanya amb xapes que deien "Blondie is a group". El 1981, Harry va fer un comunicat de premsa per clarificar que no es deia ni "Debbie Blondie" ni "Debbie Harry", sinó Deborah Harry, encara que més endavant, Harry descrivia el seu personatge dins del grup com si s'anomenés "Blondie", com en aquesta cita del llibre de la gira No Exit:
| « | Hola, sóc la Deb. Saps, quan m'he despertat aquest matí, m'he adonat d'una cosa sobre mi. Sempre havia estat la Blondie. La gent sempre em deia Blondie, des que era petita. Del que m'he adonat és que en algun punt em vaig convertir en Harry la Bruta. Ja no podia ser la Blondie, per tant m'he convertit en Harry la Bruta. | » |

Blondie van publicar el seu primer disc el 1976, sense èxit. El seu segon àlbum, Plastic Letters va tenir algun èxit fora dels Estats Units, però el tercer, Parallel Lines de 1978, fou un èxit mundial i va catapultar el grup a la fama internacional. Incloïa el senzill "Heart of Glass", que va ser número 1 als Estats Units i va vendre gairebé dos milions de còpies. També va ser número 1 al Regne Unit, i fou el segon senzill amb més vendes de 1979.
L'èxit del grup va continuar el 1979 amb la publicació de Eat to the Beat, que va ser disc de platí (Número 1 a UK, número 17 als USA) i Autoamerican (Número 3 a UK, número 7 als USA) el 1980. Blondie van tenir més números 1 amb "Call Me", "The Tide Is High", "Atomic" (UK #1) i "Rapture" (US #1).

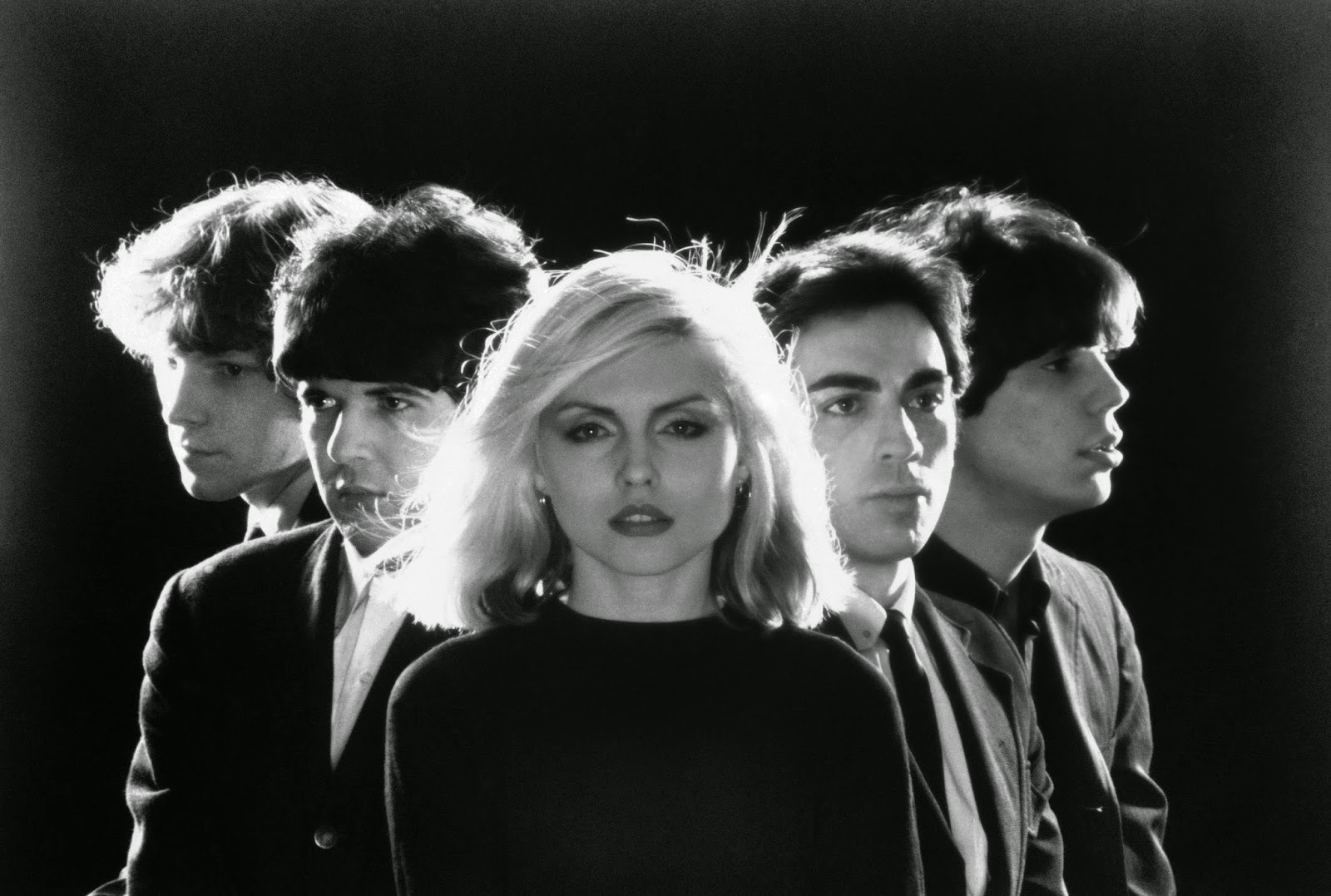
Foto de promoció de 1977

Després d'un any aturats el 1981, durant el qual, Harry va publicar el seu primer disc en solitari, Blondie es van tornar a ajuntar i van publicar el seu sisè àlbum d'estudi, "The Hunter" el 1982. El disc no va tenir tant d'èxit com els anteriors, i la gira mundial es va tallar abans d'hora degut a les baixes vendes d'entrades. Va ser per aquella època que Stein es va posar molt malalt amb una malaltia autoimmunitària rara, el pèmfig. Això, juntament amb la baixa de les vendes de discos i les lluites internes, va provocar la separació del grup.
Harry va continuar la seva carrera en solitari durant els anys 1980 i 1990, però el 1997, Blondie van tornar a treballar junts per primer cop en 15 anys. Els quatre membres originals (Harry, Stein, Clem Burke i Jimmy Destri) van començar les sessions de gravació del que seria el setè àlbum d'estudi de Blondie, No Exit (1999). La cançó principal del disc, "Maria", va entrar directament al número 1 al Regne Unit, el sisè que aconseguien. També van aconseguir-lo en 14 països diferents. No Exit va entrar al número 3 al Regne Unit i el número 17 als Estats Units.

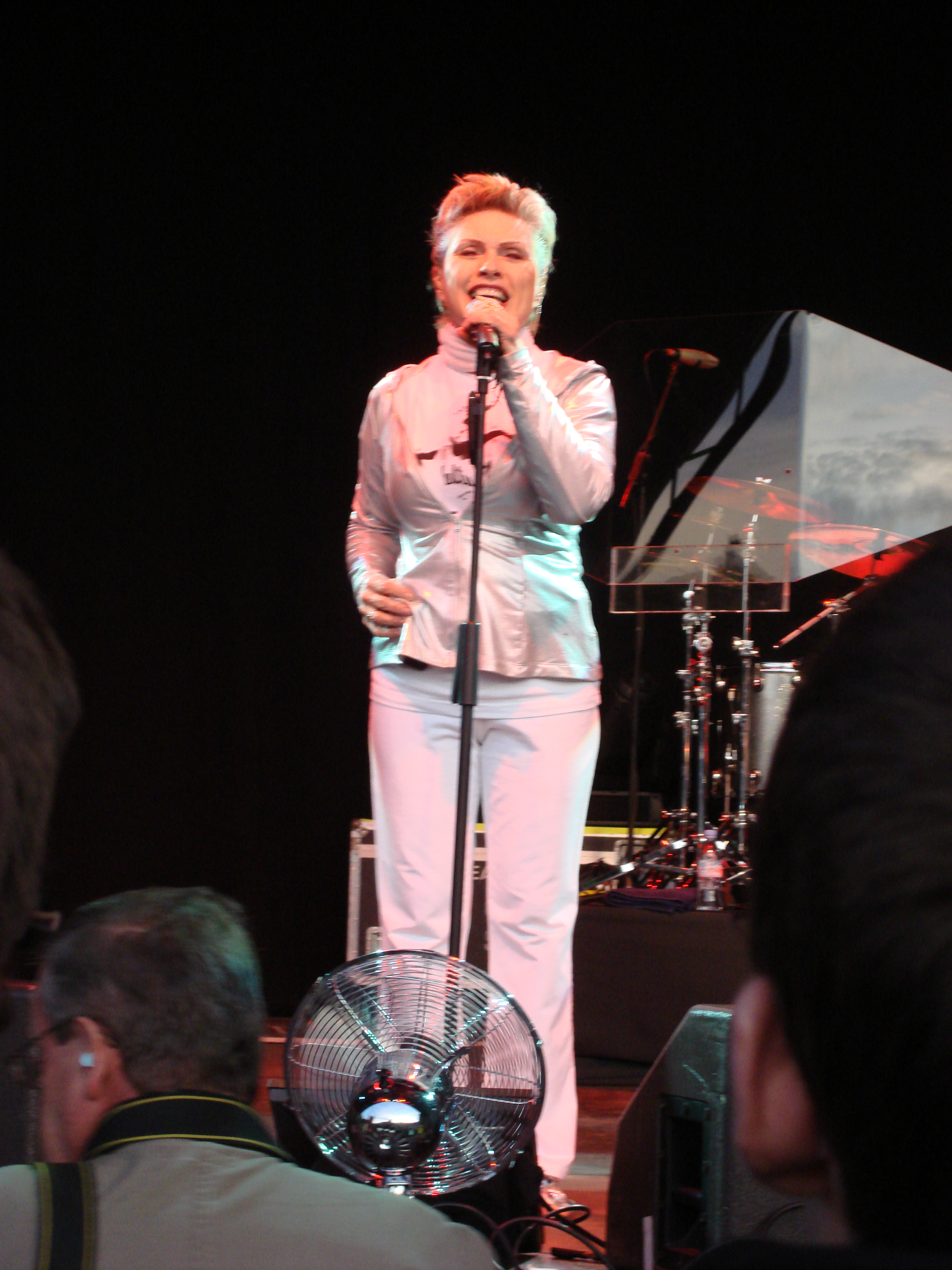
Harry actuant el juliol de 2007.

El grup va continuar fent gires gairebé cada any durant els següents anys, i va continuar gravant, publicant els discos The Curse of Blondie (2003), Panic of Girls (2011), i Ghosts of Download (2014).
Harry també va publicar el seu cinquè disc en solitari el 2007. En aquest temps, va delimitar els diferents personatges (el grup Blondie, el seu paper dins del grup, i Deborah Harry, la cantant) a un entrevistador que li va demanar per què només tocava música en solitari en la seva gira de 2007 True Colors Tour: "He ajuntat un nou trio sense membres de Blondie. Vull crear una definició clara entre els projectes en solitari de la Debbie i Blondie, i espero que el públic pugui apreciar allò i també apreciar aquest altre material."

## Carrera en solitari

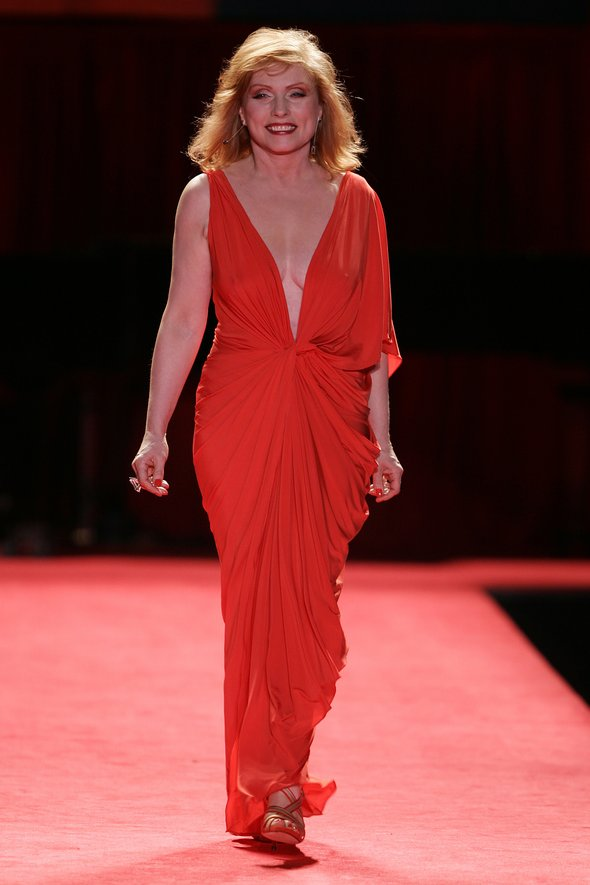
Debbie Harry el 2006

Harry ha publicat cinc discos en solitari. Va començar la seva carrera en solitari el 1981 amb KooKoo. La màxima posició del disc va ser el 28 als Estats Units, i el 6 al Regne Unit; va obtenir el disc d'or als Estats Units i el de plata al Regne Unit. La portada fou polèmica i moltes botigues no van voler exposar-lo. "Backfired", el primer senzill de l'àlbum, es va promocionar amb un vídeo dirigit per H.R. Giger (que també havia creat la portada, on es veia la cara de Debbie Harry travessada amb punxes de metall). El senzill va arribar a la posició 43 del Billboard Hot 100, el 29 del Hot Dance Club Songs i el 32 al UK Singles Chart. "The Jam Was Moving" fou el segon senzill i només va arribar al 82 als Estats Units. Després de la separació de Blondie, el 1982, la producció de Harry es va estancar mentre cuidava la malaltia del seu company Chris Stein. Va publicar el senzill "Rush Rush" el 1983 (produït per Giorgio Moroder i agafat de la pel·lícula Scarface), però sense èxit. Un nou senzill, "Feel The Spin" (tret de la pel·lícula Krush Groove) es va publicar com a maxi-single d'edició limitada el 1985, però tampoc no va tenir èxit.
El 1986, Harry va publicar Rockbird, el seu segon disc en solitari, que va arribar a la posició 97 als Estats Units a la 31 al Regne Unit (on va aconseguir el disc d'or per vendre'n 100.000 unitats). El senzill "French Kissin' in the USA" li va donar el seu únic top 10 en solitari al Regne Unit (número 8) i va tenir un èxit moderat als Estats Units (número 57). Altres senzills extrets de l'àlbum van ser "Free to Fall" i "In Love with Love", que va arribar al número 1 a les llistes Dance dels Estats Units i es va publicar en diferents remescles. "Liar, Liar" es va gravar per la banda sonora de la pel·lícula Married to the Mob el 1988.
El seu següent projecte en solitari fou l'àlbum Def, Dumb and Blonde de 1989. En aquest punt, Harry va canviar de "Debbie" a "Deborah" com a nom professional. El primer senzill "I Want That Man" va ser un èxit a Europa, Austràlia, i a les llistes de Modern Rock dels Estats Units. L'èxit del senzill va propulsar l'àlbum al número 12 del Regne Unit on va ser disc de plata. En canvi, als Estats Units, on la discogràfica no el va promocionar gaire, no va passar del 123. Va continuar amb la balada "Brite Side" i la discotequera "Sweet and Low". "Maybe for Sure", una pista gravada originalment per Blondie per a la pel·lícula animada Rock and Rule, fou el quart senzill extret de l'àlbum el juny de 1990 per coincidir amb una gira pel Regne Unit (la segona que feia en sis mesos).
Entre 1989 i 1991, Harry va fer gires per tot el món amb l'antic guitarra de Blondie Chris Stein, Karl Hyde d'Underworld, i el futur baixista de Blondie Leigh Foxx. El juliol de 1991, va tocar a l'Estadi de Wembley acompanyant INXS. El 1991, Chrysalis va publicar a Europa un nou disc recopilatori anomenat The Complete Picture: The Very Best of Deborah Harry and Blondie, amb èxits de Blondie juntament amb els de Debbie en solitari. La recopilació va arribar al número 3 de les llistes britàniques i va ser disc d'or. L'àlbum també incloïa el seu duet amb Iggy Pop a la cançó de Cole Porter "Well, Did You Evah!" de l'àlbum de 1990 a benefici dels malalts de Sida Red Hot + Blue.
El quart àlbum de Harry en solitari, Debravation, va sortir el juliol de 1993. El primer senzill fou "I Can See Clearly", que va arribar al número 23 al Regne Unit i al número 2 a les llistes Dance dels Estats Units. Va ser seguit per "Strike Me Pink" el setembre del mateix any. El vídeo promocional d'aquest segon senzill, on sortia un home ofegant-se en un dipòsit d'aigua, fou polèmic i es va prohibir. Les edicions nord-americanes del disc contenen dues pistes addicionals amb música pre-gravada per R.E.M.: "Tear Drops" i una versió de la cançó de 1961 "My Last Date (with You)" de Skeeter Davis.
El novembre de 1993, Harry va fer una gira pel Regne Unit amb Stein, el guitarra Peter Min, la baixista Greta Brinkman i el bateria James Murphy. El repertori de la Gira Debravation contenia una selecció original de material de Harry, fins i tot amb cançons no publicades. Els plans per gravar aquestes actuacions i publicar-les com a CD doble en directe no es van arribar a concretar. Sí que hi ha una edició pirata de la cançó "Wild Horses" dels Rolling Stones. A principis de 1994, Harry va portar la gira als Estats Units. Al Regne Unit, la llarga relació de Harry amb Chrysalis Records també es va acabar després de les poques vendes de Debravation, però la discogràfica encara va publicar tots els discos de Blondie i KooKoo de Harry amb edicions remasteritzades i cançons addicionals.
Amb la reunificació de Blondie a finals de la dècada de 1990, van passar uns quants anys fins que Harry va reprendre la seva carrera en solitari. El 2006, va començar a treballar en el seu cinquè àlbum, Necessary Evil (publicat el 2007). La primera cançó que se'n va conèixer va ser una de hip-hop anomenada "Dirty and Deep", on es manifestava en contra de l'empresonament del raper Lil' Kim.
Al llarg de 2006, van anar apareixent noves cançons a la seva pàgina de Myspace. El maig de 2007 va penjar-hi una versió en streaming del senzill principal, "Two Times Blue".

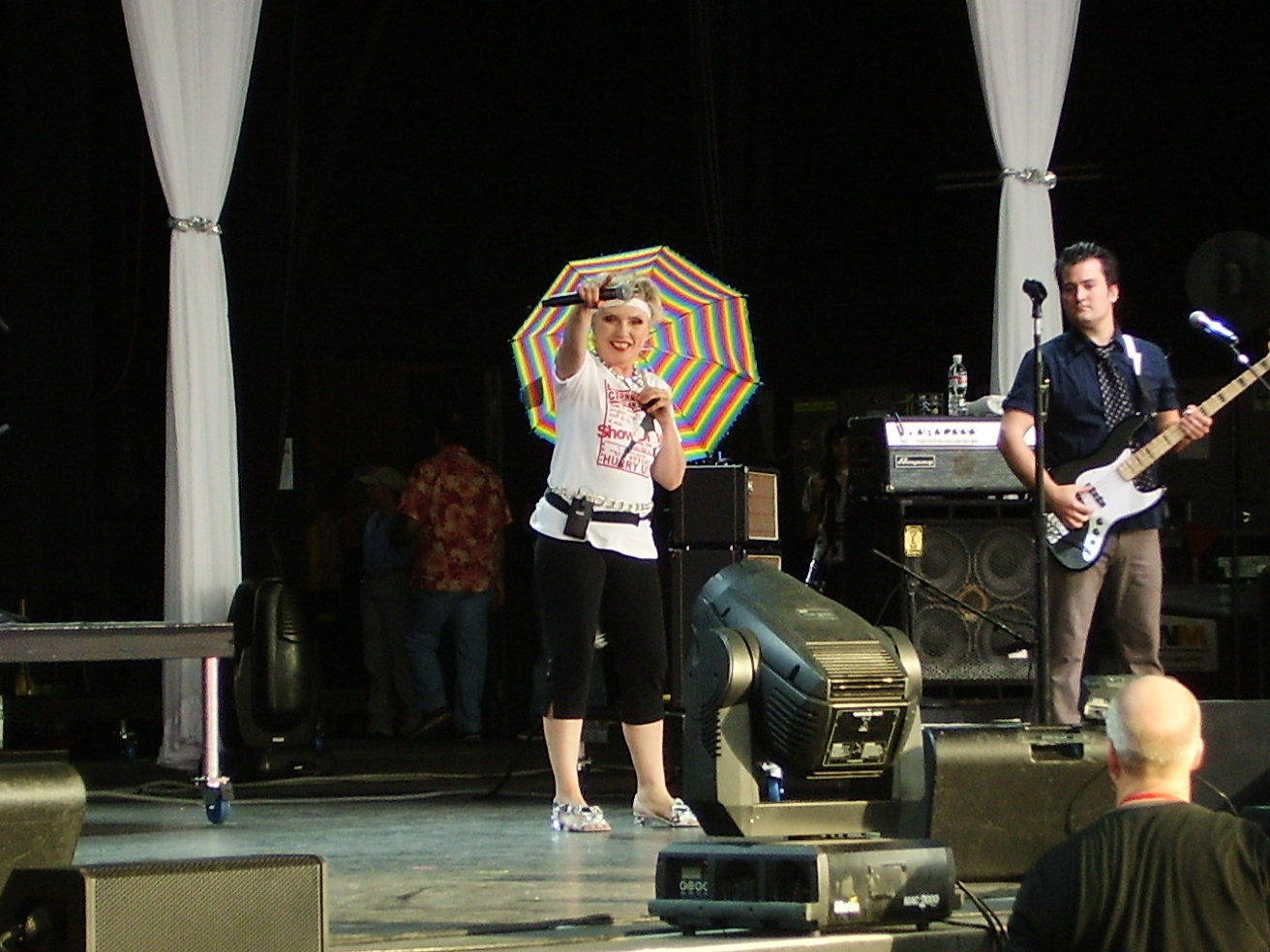
Harry actuant el juny de 2007.

El mateix 2007, Harry va afegir-se a la gira True Colors de Cyndi Lauper per una campanya per als Drets Humans. És molt activa en la defensa dels drets dels homosexuals i el matrimoni homosexual.
Necessary Evil es va publicar el 2007 a Eleven Seven Music. Two Times Blue va arribar al número 5 de les llistes Dance dels Estats Units. L'àlbum va arribar a la posició 86 al Regne Unit i al 37 a la llista d'Independents dels Estats Units. Per promocionar l'àlbum, va donar algunes entrevistes, i va fer una gira de 22 actuacions pels Estats Units, tocant en locals petits. El març de 2015, Harry va començar a actuar regularment durant algunes setmanes al Café Carlyle de Nova York.

## Filantropia
En una entrevista el 2011, Harry va dir que "Després de veure l'Elton John i els seus esforços continus contra la Sida", s'havia inspirat per posar la filantropia com a màxima prioritat personal. Va dir "aquestes coses són importants per a la meva vida ara mateix. Tinc el privilegi de poder implicar-m'hi i, per tant, ho faig. Aplaudeixo gent com l'Elton John, que han utilitzat la seva posició per fer tant de bé." Algunes de les causes que Harry patrocina són les que lluiten contra el càncer i l'endometriosi.

## Discografia
Discos d'estudi
- KooKoo (1981)
- Rockbird (1986)
- Def, Dumb & Blonde (1989)
- Debravation (1993)
- Necessary Evil (2007)

Recopilacions i altres àlbums
- Once More into the Bleach (Debbie Harry and Blondie) (1988)
- The Complete Picture: The Very Best of Deborah Harry and Blondie (Deborah Harry and Blondie) (1991)
- Deborah Harry Collection (1998)
- Most of All: The Best of Deborah Harry (1999)

## Filmografia
| Any  | Títol                                            | Paper                         | Notes                               |
| ---- | ------------------------------------------------ | ----------------------------- | ----------------------------------- |
| 1975 | Deadly Hero                                      | Cantant                       | No surt als crèdits                 |
| 1976 | Unmade Beds                                      | Blondie                       |                                     |
| 1978 | The Foreigner                                    | Dee Trik                      |                                     |
| 1980 | Union City                                       | Lillian                       |                                     |
| 1980 | Roadie                                           | Ella mateixa                  |                                     |
| 1981 | Downtown 81                                      | Fairy godmother               |                                     |
| 1983 | Videodrome                                       | Nicki Brand                   |                                     |
| 1983 | Rock & Rule                                      | Angel (cantant)               | Veu                                 |
| 1987 | Forever, Lulu                                    | Lulu                          |                                     |
| 1988 | Satisfaction                                     | Tina                          |                                     |
| 1988 | Hairspray                                        | Velma Von Tussle              |                                     |
| 1989 | New York Stories                                 | Noia al cul-de-sac            | Segment "Life Lessons"              |
| 1990 | Tales from the Darkside: The Movie               | Betty                         | Segment "The Wraparound Story"      |
| 1990 | Mother Goose Rock 'n' Rhyme                      | Old Woman Who Lived in a Shoe |                                     |
| 1991 | Intimate Stranger                                | Cory Wheeler                  | Pel·lícula per a la televisió       |
| 1991 | The Real Story of O Christmas Tree               | Anneka                        | Veu; curtmetratge directe per vídeo |
| 1993 | Bosses de cadàvers (Body Bags)                   | La infermera                  | Television film; segment "Hair"     |
| 1994 | Rakthavira                                       | Narrator                      | Short film                          |
| 1994 | Dead Beat                                        | Mrs. Kurtz                    |                                     |
| 1995 | Heavy                                            | Delores                       |                                     |
| 1995 | Sandman                                          | N/D                           | Curtmetratge                        |
| 1996 | Drop Dead Rock                                   | Thor Sturmundrang             |                                     |
| 1997 | L.A. Johns                                       | Madam "Jacq" Jacqueline       | Television film                     |
| 1997 | Cop Land                                         | Delores la cambrera           |                                     |
| 1997 | Six Ways to Sunday                               | Kate Odum                     |                                     |
| 1998 | Joe's Day                                        | N/D                           |                                     |
| 1999 | Zoo                                              | Dorothy the waitress          |                                     |
| 2000 | Red Lipstick                                     | Ezmeralda the psychic         |                                     |
| 2001 | The Fluffer                                      | Marcella                      |                                     |
| 2002 | Deuces Wild                                      | Wendy                         |                                     |
| 2002 | Spun                                             | Veïna                         |                                     |
| 2002 | Tot el que vull (All I Want)                     | Ma Mabley                     |                                     |
| 2003 | My Life Without Me                               | Ann's mother                  |                                     |
| 2003 | A Good Night to Die                              | Madison                       |                                     |
| 2003 | The Tulse Luper Suitcases Part 1: The Moab Story | Fastidieux                    |                                     |
| 2005 | Honey Trap                                       | The Lawyer                    | Curtmetratge                        |
| 2005 | Patch                                            | Belinda                       | Curtmetratge                        |
| 2005 | I Remember You Now...                            | Margaret                      | Curtmetratge                        |
| 2006 | Full Grown Men                                   | Beauty                        |                                     |
| 2007 | Anamorph                                         | Veïna                         |                                     |
| 2008 | Elegy                                            | Amy O'Hearn                   |                                     |
| 2009 | The Mystery of Claywoman                         | Simone                        | Curtmetratge                        |
| 2011 | Pipe Dreams                                      | Norah                         | Curtmetratge                        |
| 2012 | Believe the Magic                                | N/D                           | Curtmetratge                        |
| 2014 | River of Fundament                               | Singing wake guest            |                                     |

| Any       | Títol                         | Paper       | Notes                       |
| --------- | ----------------------------- | ----------- | --------------------------- |
| 1981      | The Muppet Show               | Herself     | Episodi: "Debbie Harry"     |
| 1987      | Crime Story                   | Bambi       | Episodi: "Top of the World" |
| 1987      | Tales from the Darkside       | Sybil       | Episodi: "The Moth"         |
| 1989      | Wiseguy                       | Diana Price | 3 episodis                  |
| 1991      | Monsters                      | Dr. Moss    | Episodi: "Desirable Alien"  |
| 1992      | The Adventures of Pete & Pete | Neighbor    | Episodi: "New Year's Pete"  |
| 1993      | TriBeCa                       | Cat         | Episodi: "The Loft"         |
| 1994–1995 | Phantom 2040                  | Vaingloria  | Veu; 10 episodis            |
| 1996      | Sabrina, the Teenage Witch    | Cassandra   | Episodi: "Pilot"            |

| Any  | Títol                       | Paper     | Notes |
| ---- | --------------------------- | --------- | ----- |
| 1993 | Double Switch               | Elizabeth | Veu   |
| 2002 | Grand Theft Auto: Vice City | Delores   | Veu   |